# ایستگاه راه‌آهن خیابان آکسفورد منچستر
ایستگاه راه‌آهن خیابان آکسفورد منچستر (انگلیسی: Manchester Oxford Road railway station) یکی از چهار ایستگاه راه‌آهن در مرکز شهر منچستر، انگلستان است.
این ایستگاه در سال ۱۸۴۹ تأسیس و در سال ۱۹۶۰ بازسازی شده است. ۴٫۶۵۸ میلیون مسافر در سال ۲۰۲۲ تا ۲۰۲۳ از ایستگاه خیابان آکسفورد استفاده کرده‌اند.

## نگارخانه

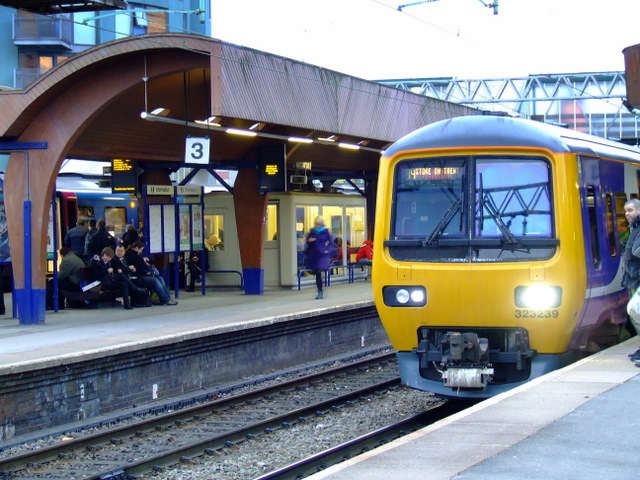
A Class 323 and the distinctive canopies
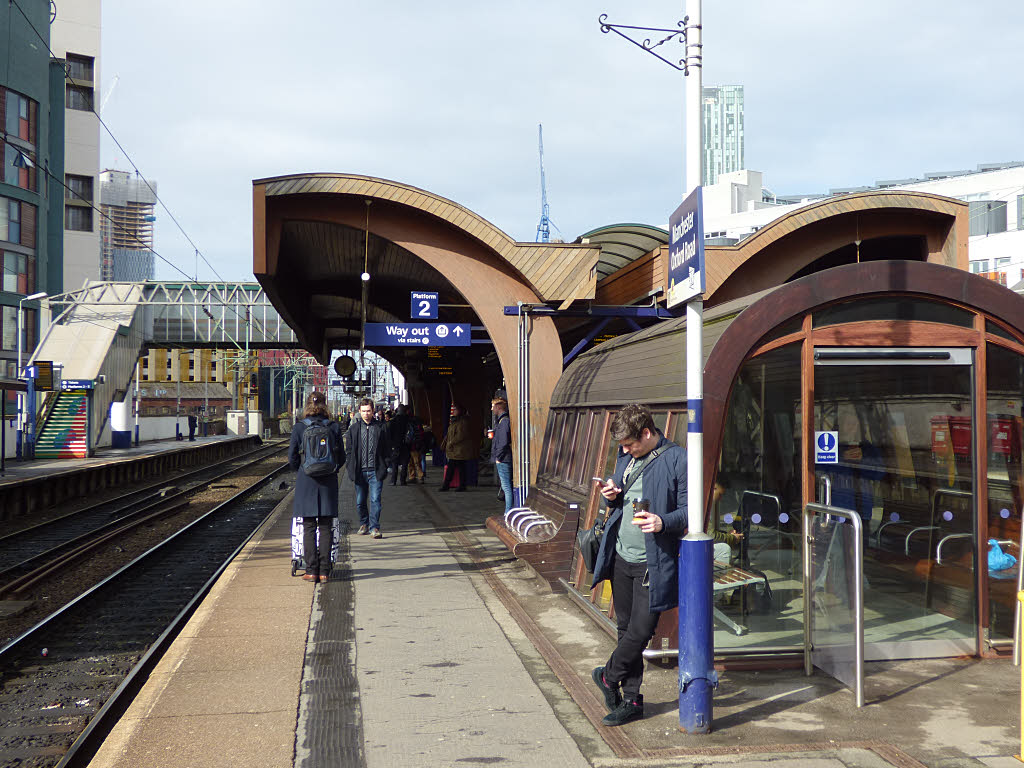
Platform 2
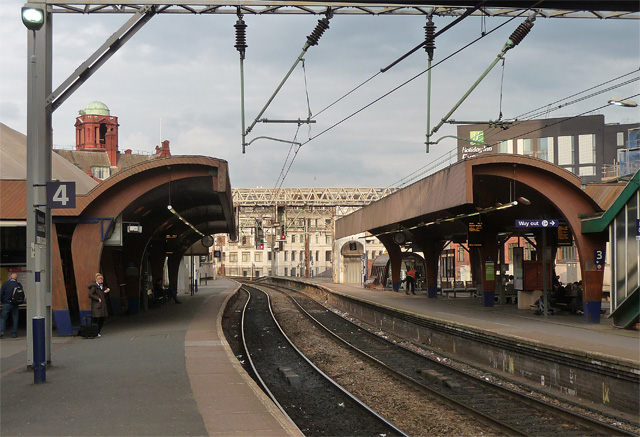
Platform 4
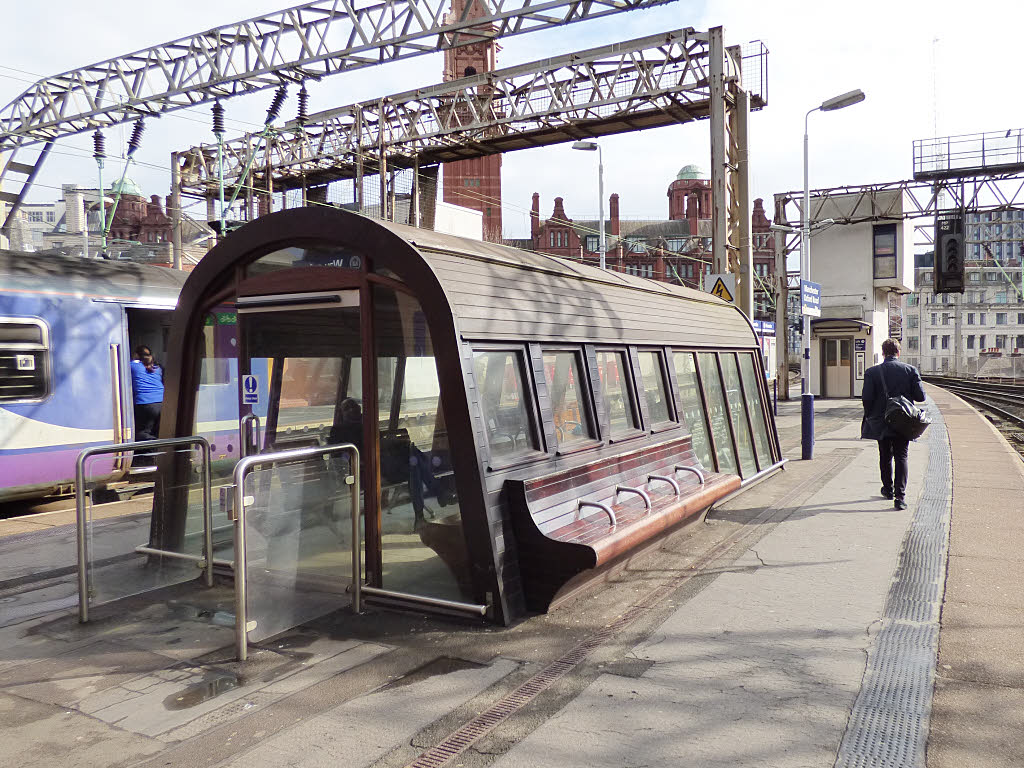
Waiting shelter
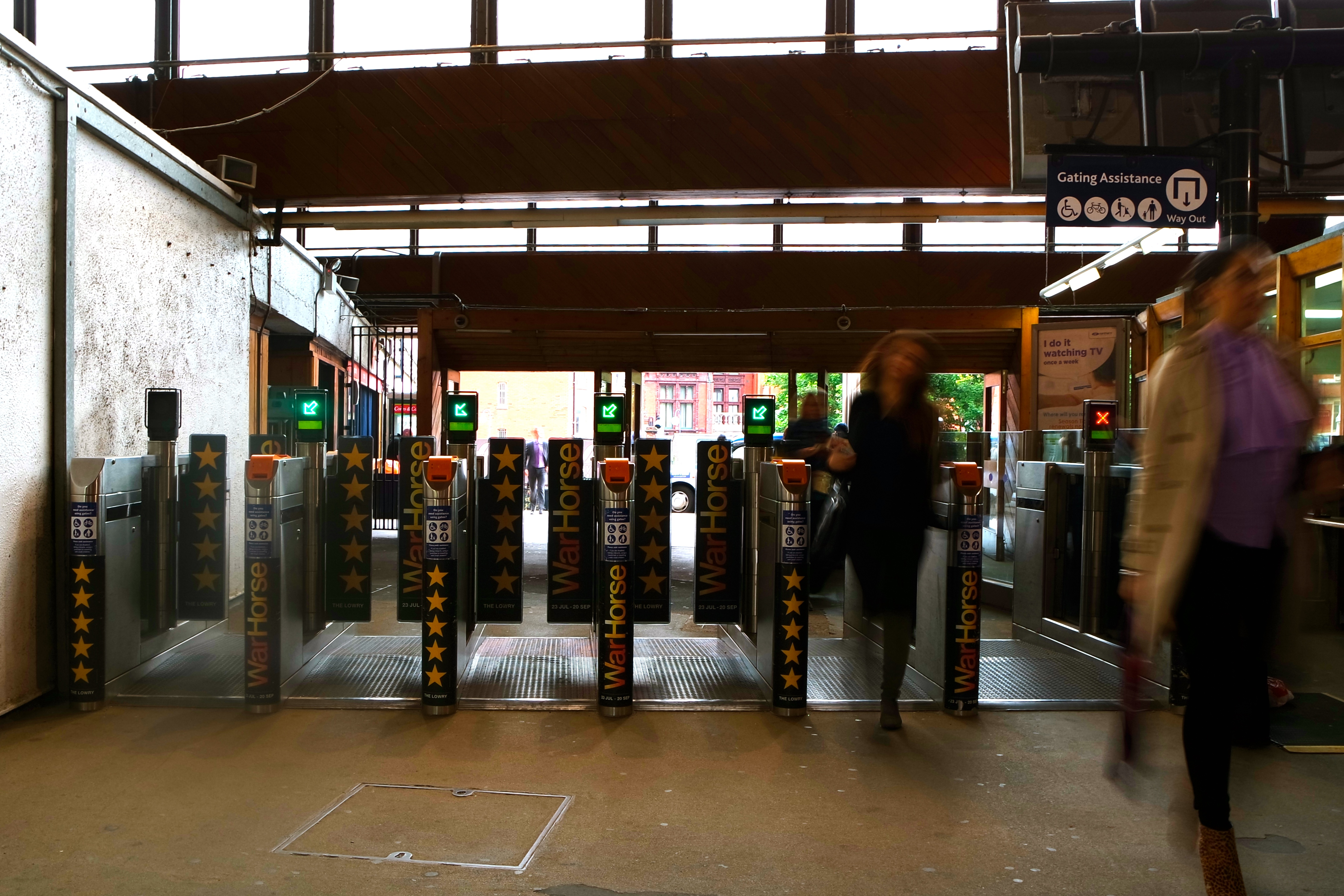